# Fyre!
Fyre! ist eine internationale Rockformation, die 2011 von der argentinischen Sängerin Alejandra Burgos, dem deutschen Bassisten und Produzenten Lars Ratz (bürgerlich Lars Ranzenberger) sowie dem spanischen Gitarristen Tolo Grimalt (beide vorher bei Metalium) gegründet wurde.

## Geschichte
Die Ursprungsband, die zu Fyre! führte, wurde 2011 in Spanien gegründet. Der deutsche Bassist und Produzent Lars Ratz sowie der spanische Gitarrist Tolo Grimalt – beide zuvor bei Metalium – suchten ab 2009 nach einer geeigneten Sängerin für eine neue Rockband, die alles mit sich bringen sollte, was eine spektakuläre Frontfrau ausmacht: starke, abwechslungsreiche Stimme, beeindruckende Ausstrahlung und prägnantes Aussehen. Nach zwei Jahren stieß Lars Ratz bei einem Dorf-Festival auf dem Kirchplatz der kleinsten Baleareninsel Formentera in Spanien auf Alejandra Burgos aus Argentinien, deren positiver Ruf ihr bereits in der europäischen Musikszene vorauseilte.
In der Anfangszeit spielte Fyre! noch kleinere Gigs in Spanien unter dem Namen „Rockaloca“. Seit 2013 tritt sie unter dem Namen Fyre! auf. Sie ging mit Alice Cooper, Michael Schenker Group (MSG) und Anastacia auf Europatour. Ihr Debütalbum Missy Powerful erschien am 24. Oktober 2014 über den Hamburger Vertrieb Soulfood und europaweit über das Setup von AFM Records.
Gründungsmitglied Lars Ratz verunglückte am 18. April 2021 auf Mallorca mit seinem Ultraleichtflieger und kam ums Leben.

## Die Band
Fyre! setzt sich aus einem festen Line-Up zusammen, das bis heute seit dem Debüt Missy Powerful stabil geblieben ist. Musik und Text entstehen bei Fyre! im Team, es gibt keinen alleinigen Komponisten, sondern die Band möchte die Einflüsse eines jeden Musikers einbeziehen.

### Die Frontfrau
Sängerin Alejandra Burgos ist Argentinierin. Aufgewachsen ist sie unter einfachen Umständen in Buenos Aires als älteste von vier Schwestern in einer Musikerfamilie. Ihr Vater brachte der fünfjährigen Alejandra das Gitarrenspiel bei, die bald ihre ersten eigenen Lieder komponierte. Im Alter von 15 Jahren begann sie Auftritte in lokalen Blues-Clubs zu absolvieren. Kurz nach ihrem zwanzigsten Geburtstag zog sie nach Europa, um ihre Karriere von dort aus auszubauen. Alejandra Burgos lebt seither in Spanien. Ihre Auftritte machten sie schnell in der Club-Szene bekannt und verschaffen ihr auch ohne professionelles Management Gigs in legendären Clubs wie dem Londoner 100 Club und dem Cavern Club in Liverpool.

## Stil
Fyre! spielt Rock, wobei sich die musikalischen Einflüsse der Musiker stark mischen. Alejandra Burgos ist von den Beatles, Elvis Presley, Janis Joplin sowie Blues beeinflusst, Tolo Grimalt hat seine Wurzeln im klassischen Rock, Lars Ratz ist mit Heavy Metal aufgewachsen und Sergi Tomas hat als Youngster der Band modernen Rock der 1990er-Jahre verinnerlicht.

## Diskografie

### Studioalben
- 2014: Missy Powerful (Flaming Passion Music / Soulfood)

### Singles
- 2014: Stay Until the Moonshine

### TV-Auftritte
- 2014: FYRE! TV Spot (im deutschsprachigen TV ausgesendet von Oktober bis Dezember 2014)[2]

### Offizielle Musikvideos
- 2014: Stay Until the Moonshine[3]
- 2014: Get the Hell Out[4]
- 2014: Devil is me[5]